# Сент-Луїс (футбольний клуб)
ФК «Сент-Луїс» (англ. Saint Louis Football Club) — американський футбольний клуб з однойменного міста штату Міссурі, заснований у 2014 році. Виступає в USL. Домашні матчі приймає на стадіоні «Тойота Парк», місткістю 5 500 глядачів.
Виступає у Східній конференції USL.